# Syd Barrett
Syd Barrett (teljes nevén: Roger Keith Barrett) (Cambridge, 1946. január 6. – Cambridge, 2006. július 7.) angol énekes, gitáros, zeneszerző. Legtöbben a Pink Floyd egyik alapítójaként ismerik. Karrierje csak néhány évig tartott, mielőtt abbahagyta a zenélést és elvonult a nyilvánosság elől. Kreativitása és jellegzetes, brit kiejtése sok későbbi művészre volt nagy hatással.

## Gyermekkora
Jómódú, középosztálybeli család ötödik gyermekeként született. Édesapja, Arthur Barrett elismert patológus volt. Ő és felesége, Winifred támogatta Roger muzsikusi ambícióit. 1960-ban azonban Arthur meghalt, így Winifred egyedül nevelte öt gyermekét. Roger az elemi iskolát a Cambridge County School for Boysban – ma Hills Road Sixth Form College – végezte, majd 1964-ben a dél-londoni Camberwell College of Arts hallgatója lett. Saját zenekarát (a majdani Pink Floydot) 1965-ben alapította meg. A Syd becenevet tizenöt éves korában kezdte használni, egy cambridge-i dobos után; hogy ne tévesszék össze, nevét i helyett y-nal írta.

## Karrierje

### Pink Floyd: 1965-1968
A Pink Floyd (eredetileg "The Tea Set", "The Abdabs", "The Screaming Abdabs" és "The Megadeaths", mielőtt Barrett csatlakozott és "The Pink Floyd Sound"-nak, majd "The Pink Floyd"-nak nevezte a zenekart) 1965-ben alakult. A legenda úgy tartja, hogy a zenekart Barrett két kevéssé ismert blueszenész, Pink Anderson és Floyd Council után nevezte el. Róluk Blind Boy Fuller albumának ismertetőjében olvasott: „Curley Weaver és Fred McMullen, (…) Pink Anderson vagy Floyd Council – csak néhány azon blueszenészek közül, akik a piedmonti hegyekben, vagy a dús erdőjű völgyek patakjai mentén éltek.”
Míg a zenekar eleinte amerikai R&B dalokat másolt (a Rolling Stoneshoz, a Yardbirdshöz és a The Kinkshez hasonlóan), 1966 folyamán improvizációkkal megtűzdelt rock and rollt kezdtek játszani; ennek nyomán alakult ki saját stílusuk, melyre az improvizatív jazz épp annyira hatott, mint a Beatles által játszott brit popzene. Ugyanebben az évben megnyílt az UFO klub, mely a londoni pszichedelikus kultúra legfontosabb színhelyévé vált. Legnépszerűbb zenekaruk a Pink Floyd lett, mely a konkurens Roundhouseban való fellépéseivel a londoni underground legnépszerűbb zenekarává lépett elő.
1966 végére a Pink Floyd Peter Jenner és Andrew King személyében két megbízható menedzsert szerzett. Megismerkedtek Joe Boyddal, az UFO klub vezetőjével, és Boyd segítségével 1967 januárjában, a Sound Techniques-ben felvehették első kislemezüket, az "Arnold Layne"-t. Jenner és King megmutatta a dalt az EMI-nak. A kiadó szerződést ajánlott a zenekarnak, mely lehetőséget adott egy nagylemez felvételére. Elfogadták. Mialatt első albumukon dolgoztak az Abbey Road Studiosban, az "Arnold Layne" a 20. lett (annak ellenére, hogy a BBC betiltotta). Következő kislemezük, a "See Emily Play" sokkal jobban fogyott, a 6. lett.
A két első kislemezt és a harmadikat ("Apples and Oranges") Barrett írta. Tulajdonképpen a zenekar első dalainak nagy részét ő írta, ő volt a látnoka/szerzője első albumuknak, a The Piper at the Gates of Dawn-nak. A 11 dalból nyolcat egyedül, kettőt pedig a többiekkel együtt írt. Újító szellemű gitáros volt, felfedezte a disszonancia, a feedback (visszacsatolás), a torzítás és a visszhang nyújtotta lehetőségeket. Barrett jelképévé vált Zippo márkájú öngyújtója, melyet gitárja nyakán húzogatott végig, így hozva létre a slide hangzást és más meglepő effekteket.
Az album felvételei többszöri megszakítással 1967 januárjától júliusig tartottak. A szomszéd stúdióban a Beatles korszakalkotó Sgt. Pepper's Lonely Hearts Club Band című albumát vette fel. A Piper megjelenése után a 6. helyet érte el, ez egy viszonylag kezdő zenekartól elismerésre méltó teljesítmény volt (az USA-ban nem szerepelt ilyen jól). Ahogy nőtt rajongótáboruk és Barrettre egyre nagyobb nyomás nehezedett, komoly mentális problémákkal kellett megküzdenie.
Barrett viselkedése egyre kiszámíthatatlanabb lett, melynek legfőbb oka LSD-függősége volt. A fellépéseken sokszor ugyanazt a hangot játszotta egész végig, máskor pedig a katatónia jeleit mutatta: ott állt a színpadon, maga elé nézett, nem csinált semmit, a többiek viszont játszottak. Egyszer a san franciscói Fillmore Westben játszottak, amikor az "Interstellar Overdrive" előadása közben Barrett szép lassan elhangolta a gitárját; úgy tűnt, a közönségnek tetszik a móka, de nem vették észre, hogy a másik három zenész alig tudott valamit kezdeni a helyzettel. 1967 végén, egy koncert előtt egy egész tubus hajzselét és Mandrax tablettát kent a hajára, ami a forró reflektorok hatására elkezdett az arcára folyni; állítólag úgy nézett ki, mint egy csöpögő gyertya. A Madcap című Barrett-életrajzban Nick Mason tagadja, hogy Barrett Mandraxot is rakott volna a hajzselébe: „Syd aztán sosem pazarolná el a jó kis Mandy-tablettákat.” Ez az olvadós jelenet a The Wall filmváltozatában is szerepel.
Egy rosszul sikerült USA-beli turné után felkérték középiskolai barátját, David Gilmourt, hogy csatlakozzon második gitárosnak, és lépjen fel velük, segítsen Barrettnek. Néhány alkalommal öten léptek fel, de Barrett csak ritkán volt hajlandó játszani, így Gilmournak kellett énekelnie. A dolog nem működött, úgyhogy 1968 januárjában, útban az egyik fellépésre úgy döntöttek, hogy nem mennek el Sydért. Azt akarták, hogy Barrett továbbra is írjon dalokat, de ne lépjen fel velük – pont úgy, ahogy a Beach Boys és Brian Wilson dolgozott. Ez már végképp nem működött.
Több történet kering Barrett bizarr, néha megszállott viselkedésével kapcsolatban. Bár ezek legtöbbje csak anekdota, néhány viszont valóban megtörtént. Roger Waters egyszer arról mesélt, hogy Barret egyszer eljött egy próbára – ez lett utolsó közös próbájuk – egy új dallal, aminek "Have You Got It, Yet?" volt a címe. Amikor eljátszotta a többieknek, elég egyszerűnek tűnt, de hamarosan borzasztóan nehézzé vált: gyakorlás közben Barrett mindig máshogy játszotta a dalt. Utána megint eljátszotta a változtatásokkal, és énekelte, hogy „Have you got it yet? – Érted már?” Több, mint egy órán át próbálták, végül rájöttek, hogy sohasem tudják befejezni.
Második albumuk, az A Saucerful of Secrets megjelenése után Barrett nem írt új dalt a zenekarnak. A Piper után felvett dalok közül csak egy került fel az albumra ("Jugband Blues"), az egyik egy sikertelen kislemez lett ("Apples and Oranges"), másik kettő ("Vegetable Man" és "Scream Thy Last Scream") pedig nem jelent meg hivatalosan, bár kalózfelvételeken vagy az interneten megszerezhetőek. Barrett állítólag egy ideig a stúdió előtt várta, hogy behívják (néhány koncerten is felbukkant, és Gilmourt bámulta), valószínűleg tapintatosságból néhány dalban megtartották az általa felvett részleteket. Végül 1968 áprilisában bejelentették, hogy Syd Barrett többé nem tagja a Pink Floydnak.

### Szólókarrier: 1968-1972
Miután kivált a Pink Floydból, Barrett elvonult a nyilvánosság elől. Ám az EMI-hoz és a Harvest Recordshoz kötődő szerződései miatt rövid szólókarriert indított, melynek termése két érdekes album: a The Madcap Laughs és a Barrett. A produceri munkát sok bírálat érte amiatt, hogy Barrett szeszélyes pillanatait rajtahagyták a felvételeken, így adva azoknak hiteles hangulatot. Sokan úgy érzik, ez nem használt Barrettnek, csak visszaéltek állapotával. A dalok nagy része Barrett legtermékenyebb szerzői korszakából (1966 vége – 1967 közepe) származnak. Többen úgy gondolják, hogy kiválása után írt néhány új dalt.
Első albuma, a The Madcap Laughs felvételei az Abbey Road Studiosban zajlottak. 1968 májusa és júniusa között néhány próbafelvételt tartottak, melyeknek producere Peter Jenner, majd Malcolm Jones volt. Az album legnagyobb részét 1969 áprilisa és júliusa között vették fel, ekkor David Gilmour és Roger Waters volt a producer. Az album Barrett lelkiállapotáról tanúskodik; az olyan dalok, mint a "Dark Globe" a legtöbb ember szerint a szkizofréniáról szóló vallomások. Néhány dalban a Soft Machine zenészei működtek közre.
A második album, a Barrett felvételei időben még szétszórtabbak voltak, 1970 februárja és júliusa között készültek. A végeredmény sokkal letisztultabbnak hangzik, mint a Madcap, de Barrett állapota romlott. A producer Gilmour volt, ő basszusgitározott is, a billentyűs hangszereken Richard Wright, a dobokon pedig a Humble Pie dobosa, Jerry Shirley játszott.
1968 és 1972 között Barrett nagyon kevés fellépést vállalt el. 1970. február 24-én John Peel rádióműsorában, a Top Gearben öt dalt játszott el, melyek közül csak egy jelent meg korábban. Hármat később újra felvett a Barretthez, egy másikat, a "Two of a Kind"-ot pedig csak ott adta elő. (A 2001-es The Best of Syd Barrett: Wouldn’t You Miss Me? című válogatáson hivatalosan is megjelent.) Ezen a fellépésen Gilmour és Shirley kísérte.
Szintén ők játszottak Barrett egyetlen koncertjén ebből az időből: 1970. június 6-án, a londoni Olympia Exhibition Hallban. Négy dalt adtak elő alig fél óra alatt, a rossz beállítás miatt pedig az éneket alig lehetett hallani. A negyedik dal végén Barrett váratlanul, de udvariasan letette gitárját és elment.
Barrett utolsó fellépése a BBC rádión 1971. február 16-án volt. Három dalt játszott el, mindhármat a Barrettről, valószínűleg reklám gyanánt. Ekkor már nem igazán érdekelte, hogy új dalokat vegyen fel, a koncertezés pedig még ennél is kevésbé. A fellépés után majdnem egy évnyi szünetet tartott.

### Későbbi évek: 1972-2006
1972-ben egy rövid életű zenekarral probálkozott, melyet Stars-nak (Csillagok) hívtak. A zenekar egy volt Pink Fairies tagból Twink-ből a dobosból, valamint Jack Monck basszusgitárosból állt és természetesen Syd-ből.

#### AWish You Were Herefelvételei
1975-ben, amikor a Pink Floyd a Shine On You Crazy Diamond című dalt kezdte el rögzíteni, Syd a semmiből érkezve megjelent a stúdióban. A bandatagok először nem ismerték fel, de mindannyiukban mély nyomot hagyott volt barátjuk felbukkanása, Storm Thorgerson szerint Waters és Gilmour sírva fakadt. Barrett elhanyagolt kinézetét, zaklatott viselkedés is kísérte. Sokak szerint a Wish You Were Here album különösen melankolikus, rezignált hangulatát ennek az eseménynek köszönheti, melyet Barrett kiégett géniusza vesz körül.

## Mentális problémái
Nem eldöntött tény, hogy Syd Barrett szkizofrén volt-e, esetleg bipoláris, avagy mentális problémáit jórészt a droghasználatnak köszönhette. Felmerülhet, hogy egymást erősítette a külső és belső hatás.
Annyi bizonyos, hogy az LSD-élmény Barrett életformájához tartozott a 60-as évek folyamán.
David Gilmour egy 2006-os beszélgetésben Syd problémáit és bekövetkező összeomlását mélyen belül gyökerezőnek írta körül, amelyet katalizátorként hozott felszínre és gyorsított fel a drog.
Halála után nővére a The Sunday Timesnak tett nyilatkozatából pedig az derül ki, hogy szerinte Barrett nem szenvedett konkrétan körülírható mentális betegségben, legalábbis a 80-as évektől, mikor újra felvették egymással a kapcsolatot. Noha megfordult pszichiáternél, valamint egy klinikán is, de nem kapott gyógyszert, vagy terápiát problémájára.

## Érdekességek
A Pink Floyd állítólag utalást tesz rá és mentális betegségére egy rejtett üzenetben az "Empty Space" című számukban. Később ezt az együttes gitárosa tagadta, állítása szerint a rejtett üzenetet szórakozásból tették bele a dalba.

## Diszkográfia

### Pink Floyd-kislemezek
- "Arnold Layne"/"Candy and a Currant Bun" – 1967. március 10.
- "See Emily Play"/"The Scarecrow" – 1967. június 16.
- "Apples and Oranges"/"Paint Box" – 1967. november 17.

### Pink Floyd-albumok
- The Piper at the Gates of Dawn – 1967. augusztus 5.
- A Saucerful of Secrets – 1968. június 29.

### Pink Floyd-válogatások (melyeken Barrett dalai is szerepelnek)
- Relics – 1971. május 14.
- Masters of Rock – 1974.
- Works – 1983.
- Tonite Let’s All Make Love in London – 1990.
- Shine On – 1992.
- Echoes: The Best of Pink Floyd – 2001. november 5.

### Szólókislemezek
- „Octopus” / „Golden Hair” – 1969. november 15.

### Szólóalbumok
- The Madcap Laughs – 1970. január 3.
- Barrett – 1970. november 14.

### Szólóválogatások
- Syd Barrett – 1974. november

Az első két stúdióalbum.
- Opel – 1988. október 17.
- Octopus: The Best of Syd Barrett – 1992. május 29.
- Crazy Diamond – 1993. április

A három stúdióalbum dobozos kiadása új dalokkal.
- The Best of Syd Barrett: Wouldn't You Miss Me? – 2001. április 16.

Itt jelent meg először a "Bob Dylan Blues".

### Általános
- The Madcap who named Pink Floyd Archiválva 2008. szeptember 22-i dátummal a Wayback Machine-ben – 1971-es Rolling Stone-interjú
- You shone like the sun Archiválva 2008. július 27-i dátummal a Wayback Machine-ben – Syd Barrett életrajza és egy "interjú" az Observer 2002. október 6-i számában
- My lovably ordinary brother Syd Archiválva 2008. május 17-i dátummal a Wayback Machine-ben – Roger nővére, Rosemary megemlékezése elhunyt bátyjáról a The Times 2006. július 16-i számában
- The Madcap Gets the Last Laugh Archiválva 2020. július 25-i dátummal a Wayback Machine-ben – Megemlékezés Roger Keith "Syd" Barrettről az AllMusic honlapján, 2006. július 14.
- Pink Floyd's Barrett dies aged 60 A BBC tudósítása Barrett haláláról
- Pink Floyd Fans Discuss The News Of The Death Of Syd Barrett – A denveri CBS4, KCNC-TV tudósítása Barrett haláláról 2006. július 11-én

### Rajongói oldalak
- sydbarrett.org Archiválva 2021. február 13-i dátummal a Wayback Machine-ben – Minden részletre kiterjedő, már-már enciklopédia szintű rajongói oldal, fórum és a New Syd Barrett Appreciation Society (Az Új Syd Barrett-magasztaló Társaság)
- sydbarrett.net – Részletes, rendszeresen frissülő rajongói oldal aktív fórummal
- syd-barrett.it – angol nyelvű rajongói oldal
- Dolly Rocker – Roger Keith "Syd" Barrett legendája
- VegetableFriends Archiválva 2007. szeptember 25-i dátummal a Wayback Machine-ben – Az eredeti Syd Barrett & Robyn Hitchcock Vitafórum